# Buffy Sainte-Marie
Buffy Sainte-Marie, nome d'arte di Beverly Santamaria (Qu'Appelle, 20 febbraio 1941), è una cantautrice canadese.

## Biografia
Nasce a Stoneham, nel Massachusetts da genitori bianchi, e ha origini italiane da parte di padre e inglesi da parte di madre. Autodidatta, le sue canzoni di protesta (incentrate spesso sulla tematica dei diritti degli indiani nativi) riscuotono subito considerevoli riscontri in ambito studentesco e in breve la sua fama la porta a esibirsi nelle riserve indiane, nei teatri e nei festival del Canada e degli Stati Uniti.
Dopo un paio di album immersi nelle atmosfere folk e blues dell'epoca, con Little Wheel Spin And Spin la cantante affina la sua proposta musicale nella title track, brano ipnotico che anticiperà nell'atmosfera il primo Tim Buckley.
Illuminations (con formazione rock e utilizzo del sintetizzatore Buchla) viene considerato il suo capolavoro. La canzone Poppies anticipa il deragliamento dei sensi esasperato qualche anno più tardi da Tim Buckley nell'album Starsailor.
Sposato nel 1971 il compositore / arrangiatore/ sessionman Jack Nitzsche torna sulla scena rivisitando country music, pop e rock in album dove l'utilizzo del suo particolare vibrato sarà al centro di composizioni originali e spesso impegnate socialmente.
Sono suoi il cavallo di battaglia pacifista reso celebre da Donovan Universal Soldier, Until It's Time For You To Go (interpretata tra gli altri da Elvis Presley, Barbra Streisand e Neil Diamond) e Up Where We Belong (scritta col marito e Will Jennings e resa celebre dal film Ufficiale e gentiluomo nell'interpretazione di Joe Cocker e Jennifer Warnes) che le fruttò un Academy Award nel 1983 come migliore canzone dell'anno.
Ha inciso anche una cover in chiave pop-rock del cavallo di battaglia della cantautrice connazionale Joni Mitchell The Circle Game.
Un'inchiesta di ottobre 2023 della CBC rivela come le informazioni sulla sua nascita siano contraddittorie, accusandola di aver millantato le sue origini di nativa americana.

## Discografia

### Album da studio
- 1964 - It's My Way!
- 1965 - Many a Mile
- 1966 - Little Wheel Spin and Spin
- 1967 - Fire & Fleet & Candlelight
- 1968 - I'm Gonna Be a Country Girl Again
- 1969 - Illuminations
- 1971 - She Used to Wanna Be a Ballerina
- 1972 - Moonshot
- 1973 - Quiet Places
- 1974 - Buffy
- 1975 - Changing Woman
- 1976 - Sweet America
- 1992 - Coincidences and Likely Stories
- 2008 - Running for the Drum
- 2010 - The pathfinder
- 2015 - Power in the Blood
- 2017 - Medicine Songs

### Album live
- 1982 - Spotlight on Buffy Sainte-Marie

### Raccolte
- 1970 - The Best of Buffy Sainte-Marie vol.1
- 1971 - The Best of Buffy Sainte-Marie vol.2
- 1974 - Native North-American Child: An Odissey pezzi editi riarrangiati e due inediti
- 1981 - A Golden Hour of the Best of Buffy Sainte-Marie
- 1996 - Up Where We Belong brani editi riarrangiati
- 2003 - The Best of the Vanguard Years